# Irena Kossowska
Irena Dżurkowa-Kossowska (ur. 22 lutego 1955 w Sofii) – polska historyk sztuki, doktor habilitowana. Specjalizuje się w europejskiej i północnoamerykańskiej sztuce nowoczesnej i współczesnej oraz w teorii i krytyce artystycznej XIX-XX wieku. Kurator Muzeum Narodowego w Warszawie (1980-1986). Pracownik naukowy Instytutu Sztuki Polskiej Akademii Nauk (1986-2013). Wykładowca akademicki. Od 2007 profesor nadzwyczajny Uniwersytetu Mikołaja Kopernika w Toruniu.

## Życiorys
Studia i awanse akademickie
Po uzyskaniu matury o profilu matematyczno-fizycznym rozpoczęła studia na Wydziale Mechaniczno-Energetyczno-Lotniczym Politechniki Warszawskiej (1974-1975). Studia z historii sztuki odbyła w Instytucie Historii Sztuki na Wydziale Historycznym Uniwersytetu Warszawskiego (1975-1980). Zakończyła je z wyróżnieniem, broniąc pracę magisterską pt. Interpretacja dzieła sztuki. Wybrane problemy z zakresu strukturalizmu, psychologii percepcji i psychoanalizy.
Bezpośrednio po ukończeniu studiów została zatrudniona na stanowisku asystenta w Dziale Rysunku Polskiego Muzeum Narodowego w Warszawie, skąd w 1981 r. została oddelegowana na studia doktoranckie na Wydziale Historycznym UW. W 1986 r. podjęła etatową pracę naukową w Instytucie Sztuki Polskiej Akademii Nauk. W 1990 r. uzyskała w Instytucie Sztuki stopień naukowy doktora nauk humanistycznych w zakresie nauk o sztuce na podstawie dysertacji pt. Cykl i seria. O nowych sposobach kształtowania ciągów obrazowych w XIX wieku. Habilitowała się w 2001 r. rozprawą pt. Narodziny polskiej grafiki artystycznej 1897-1917 (wyd. Universitas 2000). W 1990 r. awansowała na stanowisko adiunkta, a w 2002 r. – docenta. W 2010 r. została mianowana profesorem nadzwyczajnym Instytutu Sztuki PAN (2010-2013).
Wykładała w Szkole Nauk Humanistycznych PAN (1996-1997), Instytucie Historii Sztuki UW (1996-1998), Akademii Sztuk Pięknych w Warszawie (1997-1998) i Collegium Civitas (2008-2009). W latach 1993–1994 pracowała na stanowisku senior research assistant to the associate dean w Center for Advanced Study in the Visual Arts, National Gallery of Art w Waszyngtonie. W 2007 r. została mianowana profesorem nadzwyczajnym na Uniwersytecie Mikołaja Kopernika w Toruniu. Pracę naukowo-dydaktyczną prowadzi w Katedrze Historii Sztuki i Kultury Wydziału Nauk Historycznych na stanowisku kierownika Zakładu Sztuki Nowoczesnej.
Członkostwo w redakcjach i towarzystwach naukowych
Była i jest członkiem szeregu komitetów redakcyjnych czasopism naukowych, takich jak: "Biuletyn Historii Sztuki" (2001-2003); "Sztuka i Kultura" (UMK; od 2010), "Centropa. A Journal of Central European Architecture and Related Arts" (USA, od 2012) oraz "Athens Journal of Humanities & Arts" (od 2014).
Jest członkiem szeregu międzynarodowych organizacji, m.in. International Society for 18th Century Studies (od 1990), Center for Advanced Study in the Visual Arts (od 1993), Historians of German and Central European Art (od 2004), Art, Literature and Music in Symbolism and Decadence (od 2013) oraz Polish Institute of World Art Studies (od 2014).
Stypendia i badania
Zagraniczne stypendia naukowe uzyskała m.in. w Warburg Institute (1985) i British Academy (1991, 1998) w Londynie, Smithsonian Institution w Waszyngtonie (1992-1993), Norweskiej Akademii Nauk i Literatury w Oslo (1996), Szwedzkiej Królewskiej Akademii Literatury, Historii i Archeologii w Sztokholmie (1999, 2000), Fińskiej Akademii Nauk w Helsinkach (2001), Institut national d’histoire de l’art w Paryżu (2007, 2008), Izraelskiej Akademii Nauk w Jerozolimie, Tel Awiwie i Hajfie (2008), Fundacji Lanckorońskich w Rzymie (2009) oraz w Zentralinstitut für Kunstgeschichte w Monachium (DAAD, 2011).
Zainteresowania badawcze I. Kossowskiej dotyczą historii sztuki polskiej, europejskiej i amerykańskiej XIX-XX w., w szczególności dziejów malarstwa i grafiki artystycznej oraz relacji między sztuką i polityką w latach 20. i 30. XX w. Napisała około 200 artykułów naukowych, które ukazały się w takich czasopismach specjalistycznych jak m.in.: "Centropa", "Umení", "The Print Quarterly", "Biuletyn Historii Sztuki", "Rocznik Historii Sztuki", "Roczniki Humanistyczne", "Ikonotheka", "Konteksty. Polska sztuka ludowa" oraz w portalu culture.pl. 

## Wybrane publikacje
- Narodziny polskiej grafiki artystycznej 1897-1917, Kraków, Universitas, 2000, ISBN 83-7052-641-1
- Bruno Schulz. La République des rêves (współautor), Paris, Musée d’art et d’histoire du Judaisme, Éditions DENOËL, 2004, ISBN 2-207-25637-5
- Medieval and Modern: Direct Carving in the Work of Gill and Barlach (w serii Henry Moore Institute Essays on Sculpture) (z Susanne Deicher), Leeds, Henry Moore Institute, 2005, ISBN 1-900081-59-8
- Witold Wojtkiewicz 1879-1909 (Kolekcja: Ludzie – Czasy – Dzieła), Warszawa, Edipresse Polska, 2006, ISBN 83-7477-057-0
- Tadeusz Makowski 1882-1932 (Kolekcja: Ludzie – czasy – dzieła), Warszawa, Edipresse Polska, 2006, ISBN 83-7477-060-0
- Władysław Podkowiński 1866-1895 (Kolekcja: Ludzie – Czasy – Dzieła), Warszawa, Edipresse Polska, 2006, ISBN 83-7477-068-6
- Bruno Schulz. El país tenebroso (z Moniką Poliwką i Sergem Fauchereau), katalog wystawy, Madrid, Círculo de bellas artes, 2007, ISBN 978-84-87619-07-6
- Symbolizm i Młoda Polska. Malarstwo polskie (z Łukaszem Kossowskim), Warszawa, Arkady, 2010, ISBN 978-83-213-4597-0
- Reinterpreting the Past: Traditionalist Artistic Trends in Central and Eastern Europe of the 1920s and 1930s (red. i współautor), Warszawa, PAN, 2010, ISBN 83-89101-96-3
- Poszukiwanie tożsamości kulturowej w Europie Środkowo-Wschodniej 1919-2014 / The Search for Cultural Identity in Eastern and Central Europe  (red. i współautor), Toruń, Wydawnictwo Naukowe UMK, 2015, ISBN 978-83-231-3409-1